# Iklipsx
Iklipsx var et musikhistorisk set væsentligt dansk punk fanzine, der udkom i syv udgaver fra august 1978 til 1980.
Bladet havde base i København, og i redaktionen sad bl.a. Peter Schneidermann (Peter Peter/Booze Stonecock, medlem af Sods (sen. Sort Sol)), Jesper Reisinger (medlem af bandet No Knox) og Camilla Høiby (Camilla Cool, normalt betragtet som danmarks første "officielle" punker), og havde yderligere indlæg af bl.a. Eddie Haircut (medlem af punkbandet Brats), Michael Strunge (Mick Maniact), Martin Hall, Knud Odde (medlem af Sods) og Steen Jørgensen m.fl. samt fotos af bl.a. Jan Sneum (senere i DR).
Fanzinet giver et godt indblik i den stemning, der var i det første danske punkmiljø, og hvilke tanker denne subkultur gjorde sig om sin omverden og om punkkulturen som sådan – lokalt og set i forhold til udlandet. Samtlige de første danske punkbands som Sods, Brats, No Knox, Elektrochok, Bollocks og Prügelknaben m.fl. bliver anmeldt og omtalt i bladet. Ligeledes bliver danmarks første store punkkoncert "Concert of the Day" omtalt.
Efter en idé af Knud Odde startede første nummer af Iklipsx nummereret som nr. 6, for at give et indtryk af, at det var et allerede etableret fanzine.
Bladet blev trykt af Jesper Reisinger på Rødovre Statsskole's store Rank Xerox fotokopimaskine, som han af den daværende rektor havde fået nøgletælleren til, mod at han betalte for de kopier han tog. Rødovre Statsskole var i øvrigt det sted danmarks første punkkoncert blev afholdt, da Sods debuterede den 24. november 1977 kl. 9.55 i en fællestime. Koncerten var arrangeret af det endnu ikke debuterede band No Knox, hvori Jesper Reisinger spillede.
Fanzinet startede ud under navnet "The Latest Crap From The Sods" i 1977, som var skrevet af Peter Peter, og var et internt blad rettet mod fans af Sods (normalt betragtet som danmarks første punkband).
Da Peter Peter og Sods i 1978 var blevet signet til det nyetablerede pladeselskab Medley Records, og i øvrigt havde fået meget travlt med at spille koncerter, overtog Steen Jørgensen's kæreste Camilla Høiby (der i øvrigt opfandt bandnavnet "Sods") og Jesper Reisinger fra No Knox i august 1978 styringen af fanzinet, som skiftede navn til Iklipsx. Fanzinets ophavsmand Peter Peter fortsatte dog med at skrive aktivt i bladet.
I efterdønningerne af Iklipsx' endeligt i 1980 opstod kulturtidsskriftet "Sidegaden" i 1981, der bl.a. havde markante indlæg af Jesper Reisinger, som også spillede en væsentlig anmelderrolle i Iklipsx. Jesper Reisinger, Camilla Høiby og Michael Strunge m.fl. var redaktører på "Sidegaden".